# 林世榮
林世榮（1861年—1943年），廣東南海平洲人，武術家。幼隨祖父林伯善和叔公林車沖習家傳武術，少年時曾於屠店中工作，故绰号為“猪肉荣”。其史上曾師從洪拳名家胡金星、黃飛鴻、林福成和佛拳名家鐘雄山等人，集各家之大成，獨樹一幟，亦被奉為嶺南拳術師公之一，曾於廣州開設三間武館，授徒累達萬人，助推洪拳隨移民遠播南洋；晚年移居香港時開始打破門派界線，著書立說，出版《伏虎拳》、《鐵線拳》、《虎鶴雙形拳》等拳譜，開創南粵近代武術套路編纂之先河，兼拳術界師公開印拳譜之先河，繼續推進了洪拳在港澳、東南亞及歐美的風行。

## 生平
林世榮少年時隨胡金星習武，後再拜北方康姓拳師及鍾雄山師傅，最後師從黃飛鴻，協助在娛樂場所的睇場（保安）工作。清朝末年光緒、宣統之際，因為涉及爭奪廣州『樂善戲院』的睇場工作，釀成出手打死多人的血案，因而被清廷通緝。後來林世榮遷居香港，並以授武術為業。1930年後，林為弘揚洪拳，經香港電台工作的徒弟朱愚齋，李世輝等人協助下，把拳譜整理刊印公開，先後刊印了《工字伏虎拳》、《虎鶴雙形拳》、《鐵線拳》等拳譜。1942年林世榮到廣州度晚年，在1944年九月初五離世，享年83歲。
由於林在香港收了在報章工作的徒弟朱愚齋，朱於《華僑日報》等報章多番宣傳林世榮和黃飛鴻的故事，所以讓黃林師徒的故事在香港流傳，甚至被導演拍成黃飛鴻系列電影。而其族侄孫林鎮顯所設的跌打醫館，現仍存於香港灣仔區石水渠街藍屋。
至於林的著名徒弟則包括著名功夫電影導演劉家良的父親劉湛及張顯（張顯為林之坐館，負責林不在時教拳及處理挑戰事宜）。
至於最著名及具影響力的徒弟便是在1969年團結香港武林並促成香港中國國術總會 （页面存档备份，存于）及一直領導國總至其逝世（1991） 的陳漢宗 。其傳人江沛偉一直領導國總至今。
另一現今仍活躍的包括徒弟趙教的兒子趙志凌。
朱愚齋在其文章中說林世榮曾任福軍軍中武術總教練，和吳全美等人交上關係；又有文章指師公黃飛鴻曾追隨劉永福。

## 改編成演出作品

### 電影
- 《豬肉榮》：1979年由香港第一影業製作，金銘及陸柏生擔任導演，由吳明才、韓國材、白彪主演。
- 《林世榮》：1979年香港嘉禾電影，由洪金寶飾演
- 《黃飛鴻》及《黃飛鴻之五：龍城殲霸》：1991年及1994年香港電影，由鄭則仕飾演[9]。
- 《黃飛鴻笑傳》及《黃飛鴻對黃飛鴻》：1992年及1993年香港電影，由曾志偉飾演

### 電視劇
- 《寶芝林》：1984年香港電視廣播有限公司電視劇，林世榮由劉德華飾演。
- 《我愛牙擦蘇》：1992年香港電視廣播有限公司電視劇，林世榮由蔣志光飾演。
- 《林世榮》：1998年香港電視廣播有限公司電視劇，林世榮由林家棟主演。
- 《我師傅係黃飛鴻》：2005年香港電視廣播有限公司電視劇，林世榮由李家聲飾演。

## 解
1. ↑  「睇場」指顧場子，維持現場秩序，工作類似於保安，但有時會兼任活動負責人，負責出面處理重大事務及糾紛。